# Tatyana McFadden
Tatyana McFadden (russo: Татьяна Макфадден) (Leningrado, União Soviética, 21 de agosto de 1989) é uma atleta e esquiadora paralímpica russa, naturalizada americana. McFadden é detentora de 17 medalhas paralímpicas, que vão dos 100 metros à maratona no atletismo em Jogos Paralímpicos de Verão e uma medalha no esqui cross-country em Jogos de Inverno.

## Biografia
McFadden nasceu na antiga União Soviética com espinha bífida, uma condição congênita que causou paralisia de movimentos abaixo da cintura. Após seu nascimento, foi colocada para adoção por sua mãe em um orfanato que não tinha condições de oferecer uma cadeira de rodas para ela, o que a obrigou a engatinhar até os seis anos de idade. Médicos locais diagnosticaram que ela estava muito doente e que teria uma expectativa de vida baixa. No orfanato conheceu Deborah McFadden, que estava de visita à Rússia a serviço da Departamento de Saúde e Serviços Humanos dos Estados Unidos. Deborah e sua parceiro Bridget O'Shaughnessy adotaram Tatyana e a levaram para morar com eles em Baltimore, nos Estados Unidos.
McFadden experimentou vários esportes durante a infância para contribuir com seus desenvolvimento motor: primeiro natação, depois ginástica, basquetebol em cadeira de rodas, hóquei sobre trenó e atletismo. Mais tarde ingressou na Universidade de Illinois para se graduar em Desenvolvimento Humano e Estudos da Família, fazendo parte também da equipe feminina de basquetebol em cadeira de rodas da universidade.

## Carreira esportiva
McFadden começou a competir no atletismo paralímpico aos 8 anos. Aos 14 anos, competiu nos Jogos Paralímpicos de Verão de 2004 em Atenas, conquistando uma medalha de prata nos 100 metros rasos, uma medalha de bronze nos 200 metros; um quinto lugar nos 400 metros e eliminada na primeira fase dos 800 metros. Competiu também nos Jogos Paralímpicos de Verão de 2008, em Pequim, onde conquistou medalhas de prata nos 200, 400 e 800 metros; além de uma medalha de bronze no revezamento de cadeirantes.
Até 2009, McFadden era uma especialista em curtas distâncias, sendo uma sprinter desde então. Participou da Maratona de Chicago de 2009 de forma recreacional  e surpreendentemente venceu a corrida, o que seria a primeira de uma série de vitórias em maratonas, incluindo a de Nova York em 2010, Chicago e Londres em 2011, e Boston e New York em 2015. Na Universidade de Illinois, passou a ser treinada por Adam Bleakney, ele mesmo um atleta cadeirante veterano.
Nos Jogos Paralímpicos de Verão de 2012, Tatyana competiu ao lado de sua irmã Hannah McFadden na mesma final paralímpica, na prova de 100 metros rasos.
McFadden se tornou a primeira atleta a vencer 6 medalhas de ouro em uma mesma edição do Campeonato Mundial de Atletismo Paralímpico, na edição de 2013 em Lyon. Ela conquistou medalha em todas as provas de corrida dos 100 aos 5000 metros. Em 2013 McFadden também venceu as maratonas de Boston, Chicago, Londres e Nova York, se tornando então a primeira atleta, andante ou cadeirante, a vencer as quatro maratonas no mesmo ano. Ela também cravou o novo recorde da  Maratona de Chicago (1 hora, 42 minutos, 35 segundos).
Em 2014, McFadden retornou ao seu país-natal, Rússia, para competir nos Jogos Paralímpicos de Inverno de 2014. Após conquistar a medalha de prata na prova de velocidade 1 km do esqui cross-country; McFadden declarou que se sentia realizada após ir ao pódio diante de toda sua família, incluindo sua mãe biológica. Também competiu nos 12 km, prova em que terminou em quinto lugar. Apenas um mês após as Olimpíadas de Inverno, retornou para o atletismo na Maratona de Londres onde conseguiu defender o título com sucesso e com um novo recorde do evento. Em 2015 venceu a Maratona de Nova York, batendo o recorde do percurso em sete minutos e 20 segundos, com o tempo de 1 hora, 43 minutos e 4 segundos. Em 2017, venceu novamente a Maratona de Boston.

## Ativismo
McFadden teve dificuldades em participar em competições escolares. Sua escola, Atholton High School, não permitia que ela participasse junto com atletas sem deficiência, alegando que sua cadeira de rodas lhe dava uma vantagem injusta, já que os melhores atletas cadeirantes são mais velozes que atletas que competem a pé. Ela competia sozinha em baterias separadas, o que lhe constrangia frente à escola. Em 2005, Tatyana e Deborah McFadden ganharam na justiça o direito de que Tatyana corresse nas mesmas baterias que os atletas convencionais a partir de 2006, embora seus resultados não fossem contabilizados para competições em equipes.
No entanto, sua vitória legal continuou controversa. Em 2006, uma das atletas da escola Atholton foi desclassificada da prova de 1 milha do campeonato estadual estudantil, após Tatyana ser acusada de ser empregada como coelha para ela, encorajando-a ao invés de correr sozinha. Em 2008, McFadden colidiu com uma corredora rival da Bishop McNamara High School após uma prova de 200 metros, causando-a cortes e contusões nas pernas e a tirando do restante da competição.
O processo de McFadden é creditado pela eventual aprovação da Lei de Equidade e para Atletas-Estudantes com Deficiências de Maryland, exigindo que as escolas ofereçam aos alunos com deficiência a oportunidade de competir em eventos interescolares.
Ela também foi uma das vozes de oposição, sem sucesso, à sanção da Lei Dima Yakovlev pelo governo russo, que proíbe a adoção de crianças russas por cidadãos estadunidenses.
Após o Atentado à Maratona de Boston de 2013, Tatyana participou de programas de motivação e iniciação ao esporte paralímpico para as vítimas sobreviventes que sofreram amputações no atentado.